# 전유경
전유경(1981년 3월 29일~)은 대한민국의 배우이다.

## 학력
- 안양예술고등학교 졸업
- 경희대학교 연극영화학과 학사

## 경력
| 연도         | 사항                |
| ------------ | ------------------- |
| 2008.04~2009 | 와이텐뉴스 아나운서 |

## 출연작

### TV 드라마
- 2014년 KBS2 아침드라마 《달콤한 비밀》
- 2009년 KBS2 수목드라마 《경숙이 경숙아버지》 … 미자 역
- 1999년 KBS2 청소년드라마 《학교 2》 … 유경 역
- 1999년 EBS 청소년드라마 《네 꿈을 펼쳐라》 … 오혜미 역
- 1999년 KBS2 미니시리즈 《학교》
- 1999년 SBS 아침드라마 《지금은 사랑할 때》
- 1998년 SBS 일일연속극 《미우나 고우나》 - 어린 시절의 이세나[1] 역
- 1998년 SBS 일일연속극 《7인의 신부》
- 1998년 MBC 코미디드라마 《여자 대 여자》
- 1997년~1998년 KBS 청소년드라마 《신세대 보고 - 어른들은 몰라요》
- 1997년 SBS 주간시트콤 《뉴욕 스토리》
- 1997년 SBS 월화드라마 《여자》 … 진은경 역
- 1997년 MBC 일일시트콤 《남자 셋 여자 셋》
- 1997년 MBC 단막극 《여자를 말한다 - 가정 통신 Ⅱ》
- 1997년 SBS 일일시트콤 《OK목장》
- 1996년 KBS2 청소년드라마 《스타트》
- 1996년 MBC 청소년드라마 《나》
- 1996년 EBS 청소년드라마 《감성세대》 … 전유경/장경진 역
- 1996년 MBC 특집드라마 《덕혜》
- 1995년 MBC 일일시트콤 《두 아빠》
- 1995년 MBC 농촌드라마 《전원일기》
- 1995년 MBC 청소년드라마 《사춘기》 … 민희 역

### 공연
- 연극- 시련
- 연극- 테드라
- 뮤지컬- 그리스